# Dzidra Ritenberga
Dzidra Ritenberga (ur. 29 sierpnia 1928, zm. 9 marca 2003) – łotewska aktorka filmowa.

## Filmografia
- 1956: Malva jako Malwa
- 1970: Zbrodnia i kara jako Luiza Iwanovna
- 1982: Zhenshchina v belom
- 1987: Stecheniye obstoyatel'stv

## Nagrody
Za rolę w filmie Malwa została uhonorowana Pucharem Volpiego dla najlepszej aktorki na 18. MFF w Wenecji.